# Claude Antoine Vouty de La Tour
Claude Antoine Vouty, baron de La Tour, est un magistrat et homme politique français né le 8 novembre 1761 à Lyon (Rhône) et décédé le 4 mars 1826 à Paris.

## Biographie
Claude Antoine Vouty de La Tour est le fils de Dominique Vouty de La Tour, écuyer, seigneur de Mont-Simon, Vecours et Montalibor, recteur de l'hôpital de la Charité de Lyon, condamné à mort comme contre-révolutionnaire en 1793, et de Marie Rivérieulx de Chambost, et le cousin germain de Claude-Marie de Rivérieulx de Chambost .
Magistrat sous la Révolution et le Premier Empire, il est accusateur public près le tribunal de Lyon, puis président du tribunal d'appel en 1800. Il est fait commandeur de la Légion d'honneur en 1804, chevalier d'Empire en 1808 et baron en 1810.
Il est président du Conseil général du Rhône de 1800 à 1805.
Premier président de la Cour d'appel de Lyon en 1811, il est élu, le 12 mai 1815, représentant à la Chambre des Cent-Jours, par le grand collège du département du Rhône. Sa carrière politique prend fin avec la courte session de cette législature, et il est destitué de ses fonctions de magistrat à la Seconde Restauration.

## Sources
- « Claude Antoine Vouty de La Tour », dans Adolphe Robert et Gaston Cougny, Dictionnaire des parlementaires français, Edgar Bourloton, 1889-1891 [détail de l’édition]
- Dominique Saint-Pierre, « Vouty de La Tour, Claude », dans Dictionnaire historique des Académiciens de Lyon : 1700-2016, Lyon, éd. ASBLA de Lyon, 2017 (ISBN 978-2-9559-4330-4, présentation en ligne), p. 1355-1356